# Laura Paris
Laura Paris (Rho, 7 de septiembre de 2002) es una deportista italiana que compite en gimnasia rítmica, en la modalidad de conjuntos.
Participó en los Juegos Olímpicos de París 2024, obteniendo una medalla de bronce en la prueba de conjuntos (junto con Alessia Maurelli, Martina Centofanti, Agnese Duranti y Daniela Mogurean).
Ganó cuatro medallas en el Campeonato Mundial de Gimnasia Rítmica, en los años 2022 y 2023, y diez medallas en el Campeonato Europeo de Gimnasia Rítmica entre los años 2022 y 2025.

## Palmarés internacional
| Juegos Olímpicos   | Juegos Olímpicos   | Juegos Olímpicos  | Juegos Olímpicos           |
| Año                | Lugar              | Medalla           | Prueba                     |
| ------------------ | ------------------ | ----------------- | -------------------------- |
| 2024               | París (Francia)    | Medalla de bronce | Conjuntos                  |
| Campeonato Mundial |                    |                   |                            |
| Año                | Lugar              | Medalla           | Prueba                     |
| 2022               | Sofía (Bulgaria)   | Medalla de oro    | Equipo                     |
| 2022               | Sofía (Bulgaria)   | Medalla de oro    | 5 con aro                  |
| 2023               | Valencia (España)  | Medalla de bronce | 5 con aro                  |
| 2023               | Valencia (España)  | Medalla de bronce | Equipo                     |
| Campeonato Europeo |                    |                   |                            |
| Año                | Lugar              | Medalla           | Prueba                     |
| 2022               | Tel Aviv (Israel)  | Medalla de oro    | 5 con aro                  |
| 2022               | Tel Aviv (Israel)  | Medalla de oro    | 3 con cinta + 2 con pelota |
| 2022               | Tel Aviv (Israel)  | Medalla de plata  | Concurso completo          |
| 2022               | Tel Aviv (Israel)  | Medalla de plata  | Equipo                     |
| 2023               | Bakú (Azerbaiyán)  | Medalla de bronce | 5 con aro                  |
| 2024               | Budapest (Hungría) | Medalla de oro    | 5 con aro                  |
| 2024               | Budapest (Hungría) | Medalla de plata  | Concurso completo          |
| 2024               | Budapest (Hungría) | Medalla de plata  | Equipo                     |
| 2025               | Tallin (Estonia)   | Medalla de oro    | Equipo                     |
| 2025               | Tallin (Estonia)   | Medalla de bronce | 5 con cinta                |